# Melanie Hollaus

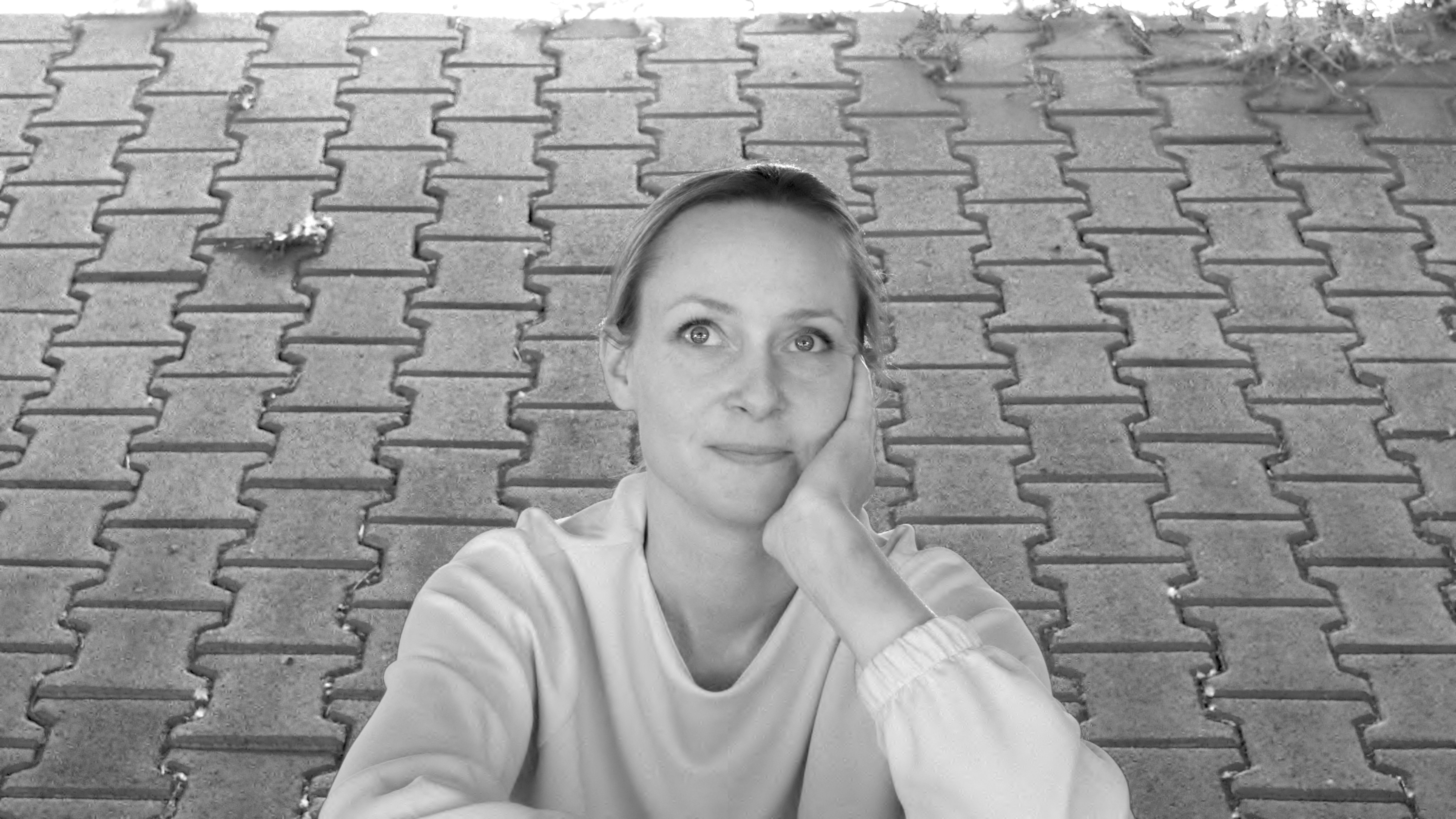
Melanie Hollaus, 2022

Melanie Hollaus (* 16. Dezember 1980 in Rum in Tirol) ist eine österreichische Videokünstlerin und Filmemacherin.

## Leben und Werk
Melanie Hollaus wurde 1980 in Rum in Tirol geboren. Nach ihrer Ausbildung an der Schauspielschule in Innsbruck, wirkte sie als Mitbegründerin und Spielerin in der 2006 rund um Josef Szeiler gegründeten Gruppe „Konfiguration – Jenseits des Todes“ in einer zweijährigen Theaterarbeit in der Wiener Stadt des Kindes mit. Diese beschäftigte sich mit den Antikentexten Heiner Müllers und war als Teilprojekt und Wiederaufnahme einer vollständigen Erarbeitung aller Texte Heiner Müllers konzipiert, die bereits 1996 geplant war, damals aber infolge des Todes des Autors nicht zustande kam. 
Bereits während dieser Zeit drehte sie als Autodidaktin erste Experimental- und Kurzfilme, die zum Teil in Ausstellungen oder bei Filmfestivals zu sehen waren (so zum Beispiel „L’Italia alla finestra“ im Italienpavillon der Biennale di Venezia 2011). Seit 2008 widmet sie sich außerdem dem Dokumentar- und dem Langfilm. Parallel dazu realisiert sie Arbeiten im Bereich Video- und Medienkunst, Augmented Reality, sowie Musikfilme und Musikvideos.

## Filmografie

### Langfilme (Auswahl)
- 2021: 4 Minus 1, Experimentalfilm, International Film Festival Innsbruck - IFFI[1]
- 2019: MS Valentina[2][3][4], Dokumentarfilm, Trailer BELDOCS - International Documentary Film Festival[5]
- 2019: Risse[6][7], Dokumentarfilm
- 2018: Schlachthofblock[8], Dokumentarfilm
- 2015: Stalingrad - Geschichten einer Innsbrucker Siedlung[9][10][11], Dokumentarfilm
- 2014: Hernalser - Der Stein denk mordet liebt[12][13], Experimentalfilm

### Kurzfilme und mittellange Filme (Auswahl)
- 2023: Shapeshifter, Experimentelles Musikvideo, 11 Minuten
- 2023: KAMU, Experimenteller Musikfilm, 24 Minuten
- 2023: Abyss, Musikvideo auf Youtube[14], 11 Minuten
- 2023: Solitude in Space, Musikvideo auf Youtube[15], 4 Minuten
- 2022: Visions: Who was Vally Weigl, Musikfilm, 50 Minuten
- 2022: Ruinen, Trailer auf Youtube[16], Experimenteller Musikfilm, 39 Minuten
- 2021: Aufbruch zum Planeten Globokar[17], 13 Minuten
- 2020: ZEN[18], Musikvideo, 9 Minuten
- 2018: Verbaut[19], Architekturfilm, 29 Minuten
- 2012: Bocksiedlung - eine filmische Spurensuche[20], Dokumentarfilm 44 Minuten
- 2010: BIRRI, Portrait-Film, zusammen mit Daniel Dlouhy, 6 Minuten
- 2011: L ´Italia alla finestra[21], Ausstellungsbeitrag „L’Italia alla finestra“ im Italienpavillon der Biennale di Venezia 2011
- 2008: New Kaisertal City[22][23], Mockumentary, 33 Minuten

## Ausstellungen
- 2023: Steine zwischen den Fronten[24], Augmented Reality Ausstellung im Hof des Architekturzentrum Wien und MuseumsQuartier, zusammen mit Christoph Lammerhuber (FGS - Forschungsgruppe Stadt e. V.)
- 2023: Protest! ... in Graz von 1945 bis heute[25], Ausstellungsvideo für das Graz Museum in Graz, zusammen mit Michael Herzog, Bernhard Bachinger u. a.
- 2023: Otvorite[26], Kunstraum Lakeside Klagenfurt, zusammen mit Elena Messner und Christoph Lammerhuber (FGS - Forschungsgruppe Stadt e. V.)
- 2021: Locking Forward[27][28] von Studio Dan, Echoraum Wien, Ausstellungsbeteiligung
- 2019: BrauKunstHaus[29], Medienkunst in der Schaubrauerei von Zillertal Bier, Zell am Ziller, zusammen mit Günther Zechberger, Georg Lendorff und Holzer Kobler Architekturen
- 2013: Wörgl Paradox[30], Galerie am Polylog Wörgl, zusammen mit Günter Richard Wett
- 2012: Hernalser Transfer, Videoinstallation im Kubus EXPORT - der Transparente Raum Wien
- 2009: Operation Jason 1[31], Karl-Rahner-Platz Innsbruck, temporäre Raum-Klang-Installation zusammen mit Günther Zechberger, columbosnext, Fluchtpunkt u. a.

## Auszeichnungen
- 2013: mirror.grid_passage[32], im Rahmen von „20 Seconds of art“ von Kunst im Öffentlichen Raum Wien und Infoscreen: 2013
- 2020: Arbeitsstipendium Film der Stadt Wien
- 2021, 2024: Arbeitsstipendium Film des Landes Tirol

## Publikationen

### Herausgeberschaft
- mit Daniel Dlouhy, Joachim Leitner, Otto Licha, Andreas Pronegg, Eva Rottensteiner: Poetik des Zeigens. Festschrift für Helmut Groschup. IFFI ZWANZIG. Aufsatzsammlung, Internationales Film Festival Innsbruck. Limbus Verlag, Innsbruck 2022, ISBN 978-3-902534-49-1.

### Herausgeberschaft, Interviews
- mit Heidi Schleich: Bocksiedlung. Ein Stück Innsbruck. (= Veröffentlichung vom Stadtarchiv Innsbruck, Neue Folge 58). Studienverlag, Innsbruck 2017, ISBN 978-3-7065-5573-9.